# 1999–2000-es magyar női vízilabdakupa
Az 1999–2000-es magyar női vízilabdakupa az első kiírás volt a versenysorozat történetében. A csapatok az Ördög Éva-vándordíjért játszottak. A kupára nyolc csapat nevezett. A győzelmet a Szentes szerezte meg. 

## Eredmények

### Selejtező
1. csoport (május 5-6.; Szőnyi út, Szentes)
| Hely. | Csapat      | M | Gy | D | V | G+ | G– | Gk  | P | Továbbjutás vagy kiesés    |      | SZEN1 | BVSC | VAS  | SZEN2 |
| ----- | ----------- | - | -- | - | - | -- | -- | --- | - | -------------------------- | ---- | ----- | ---- | ---- | ----- |
| 1.    | Szentes I.  | 3 | 3  | 0 | 0 | 59 | 17 | +42 | 6 | Továbbjutott az elődöntőbe |      | —     | 14–8 | 13–8 | 32–1  |
| 2.    | BVSC        | 3 | 2  | 0 | 1 | 47 | 26 | +21 | 4 | Továbbjutott az elődöntőbe |      | 8–14  | —    | 11–8 | 28–4  |
| 3.    | Vasas       | 3 | 1  | 0 | 2 | 35 | 27 | +8  | 2 |                            |      | 8–13  | 8–11 | —    | 19–3  |
| 4.    | Szentes II. | 3 | 0  | 0 | 3 | 8  | 79 | −71 | 0 |                            | 1–32 | 4–28  | 3–19 | —    |       |

2. csoport (május 6-7.; Dunaújváros)
| Hely. | Csapat                   | M | Gy | D | V | G+ | G– | Gk  | P | Továbbjutás vagy kiesés    |      | DUV  | KECS | OSC  | POLO |
| ----- | ------------------------ | - | -- | - | - | -- | -- | --- | - | -------------------------- | ---- | ---- | ---- | ---- | ---- |
| 1.    | Dunaújváros              | 3 | 3  | 0 | 0 | 54 | 10 | +44 | 6 | Továbbjutott az elődöntőbe |      | —    | 15–6 | 21–0 | 18–4 |
| 2.    | Kecskeméti Villanó Fókák | 3 | 2  | 0 | 1 | 44 | 23 | +21 | 4 | Továbbjutott az elődöntőbe |      | 6–15 | —    | 13–3 | 25–5 |
| 3.    | OSC                      | 3 | 1  | 0 | 2 | 10 | 38 | −28 | 2 |                            |      | 0–21 | 3–13 | —    | 7–4  |
| 4.    | Póló SC                  | 3 | 0  | 0 | 3 | 13 | 50 | −37 | 0 |                            | 4–18 | 5–25 | 4–7  | —    |      |

### Elődöntő
május 12., 14, 15.
| 1. csapat   | Össz. | 2. csapat                | 1. mérk. | 2. mérk. |
| ----------- | ----- | ------------------------ | -------- | -------- |
| Szentesi VK | 21–6  | Kecskeméti Villanó Fókák | 13–2     | 8–4      |
| BVSC        | 14–22 | Dunaújváros              | 10–11    | 4–11     |

### A 3. helyért
május 20-21.
| 1. csapat                | Össz. | 2. csapat | 1. mérk. | 2. mérk. |
| ------------------------ | ----- | --------- | -------- | -------- |
| Kecskeméti Villanó Fókák | 17–29 | BVSC      | 9–13     | 8–16     |

### Döntő
| 2000. május 20. 18:00 | Szentes                                      | 9–6 | Dunaújváros      | Szentes Nézőszám: 200 Játékvezetők: Szentgyörgyi Erdős |
| 2000. május 20. 18:00 | (2–2, 4–2, 2–0, 1–2)                         |     |                  | Szentes Nézőszám: 200 Játékvezetők: Szentgyörgyi Erdős |
| 2000. május 20. 18:00 | Molnár 3 Drávucz 2 Győri 2 Kisteleki 1 Vér 1 |     | Primász 5 Tiba 1 | Szentes Nézőszám: 200 Játékvezetők: Szentgyörgyi Erdős |

| 2000. május 21. 18:00 | Dunaújváros                            | 8–8 | Szentes                                         | Dunaújváros Nézőszám: 200 Játékvezetők: Székely Szentgyörgyi |
| 2000. május 21. 18:00 | (2–1, 3–2, 3–4, 0–1)                   |     |                                                 | Dunaújváros Nézőszám: 200 Játékvezetők: Székely Szentgyörgyi |
| 2000. május 21. 18:00 | Tiba 3 Benkő N. 2 Primász 2 Benkő T. 1 |     | Molnár 3 Drávucz 2 Tóth G 1 Győri 1 Kisteleki 1 | Dunaújváros Nézőszám: 200 Játékvezetők: Székely Szentgyörgyi |

Az Szentes kupagyőztes csapatának tagjai: Drávucz Rita, Győri Eszter, Kisteleki Dóra, Makra Melinda, Molnár Anett, Pengő Ágnes, Rozgonyi Eszter, Sipos Edit, Tari Györgyi, Tóth Gabriella, Varga Zita, Vér Adrienn, Waszlavszki Krisztina, vezetőedző: Pengő László 